# Liste des forts en Floride
Il existe de très nombreuses fortifications historiques dans l'État de Floride, au sud-est des États-Unis. Alejandro M. de Quesada y recense près de 300 « camps, batteries, forts et réduits » construits depuis l'arrivée des Européens. Plus de 80 « blockhaus, forts, camps et murailles » furent utilisés à un moment ou à un autre des guerres séminoles (XIXe siècle). On peut également trouver des tours Martello à Key West.
La plupart des fortifications sont construites en terre et/ou en bois, avec parfois quelques éléments en brique ou en pierre (dont la coquina), si bien que beaucoup sont aujourd'hui disparues. Quelques lieux stratégiques ont même connu plusieurs forts différents au cours de l'histoire.

## Liste des forts
- Batterie San Antonio - Pensacola

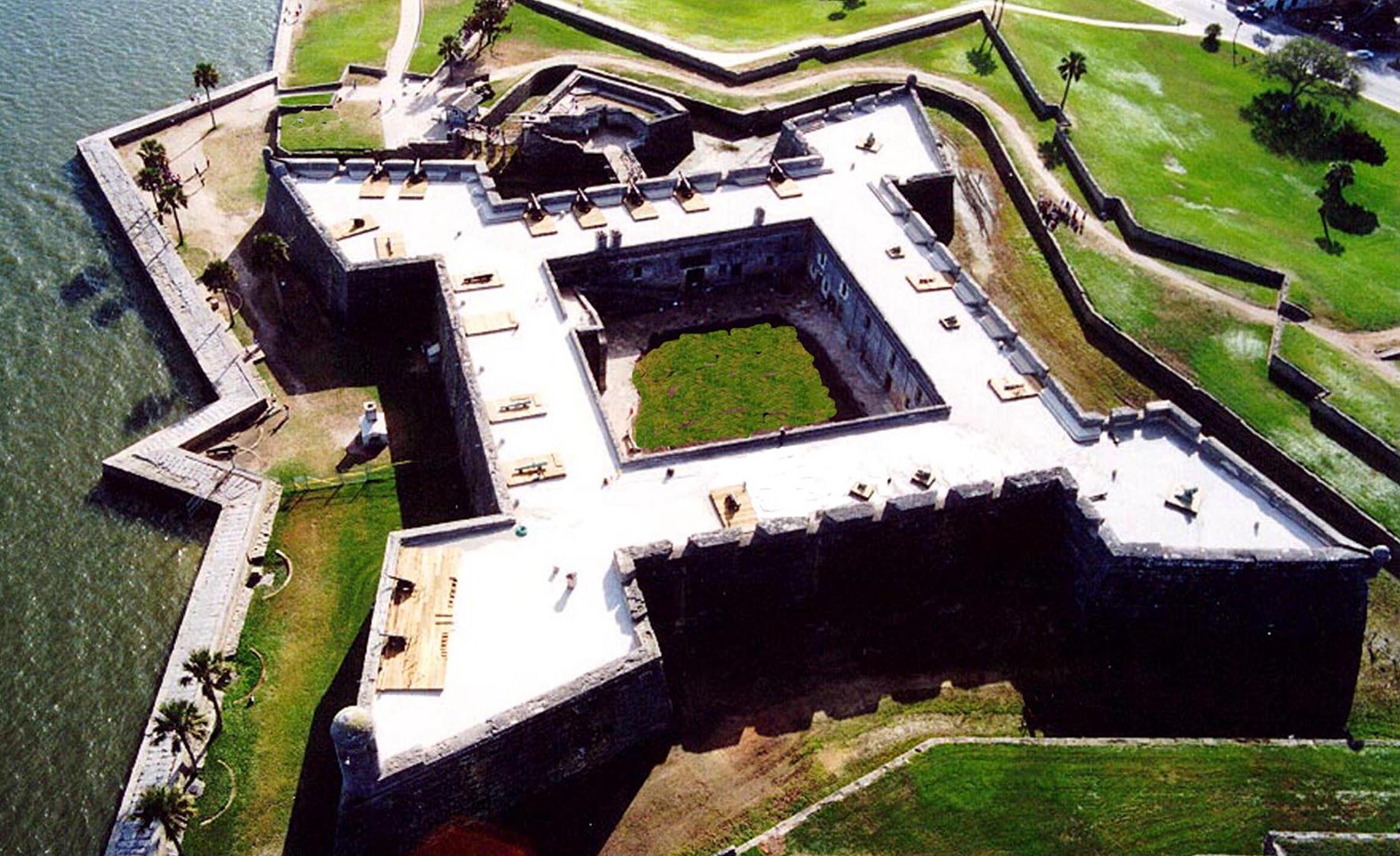
Castillo de San Marcos

- Monument national de Castillo de San Marcos (appelé aussi Fort Marion et Fort St. Mark, aujourd'hui classé monument national américain)
- Fort Alabama
- Fort Ann
- Fort Annuttgeliea
- Fort Armstrong
- Fort Arbuckle (en)
- Fort Barrancas (ou Fort San Carlos de Barrancas)
- Fort Basinger
- Fort Blount
- Fort Brooke
- Fort Caroline

- Fort Casey (en)
- Fort Center (en)
- Fort Christmas (en)

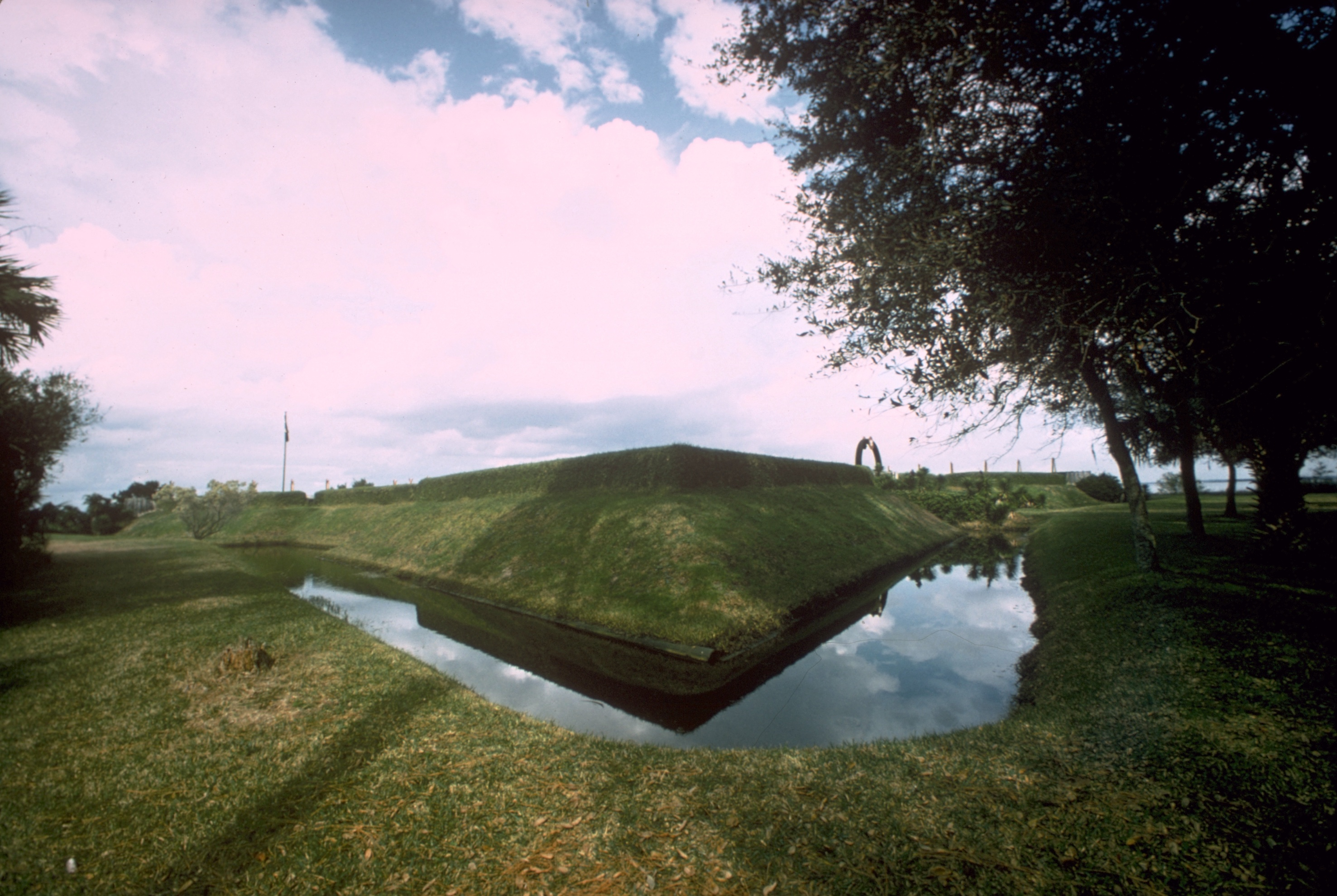
Fort Caroline

- Fort Chokonikla (ou encore Fort Chokkonickla, Fort Chokhonikla ; fait partie du Paynes Creek Historic State Park)
- Fort Clarke, dans l'actuelle Gainesville, Seconde guerre séminole[1]
- Fort Clinch
- Fort Cooper
- Fort Cross, au cap Sable, Troisième guerre séminole
- Fort Cummings
- Fort Dallas
- Fort Defiance
- Fort Denaud
- Fort Desoto
- Fort Diego
- Fort Drane
- Fort Drum (en)
- Fort Duncan McRee (ou Addison Blockhouse), dans le Tomoka State Park

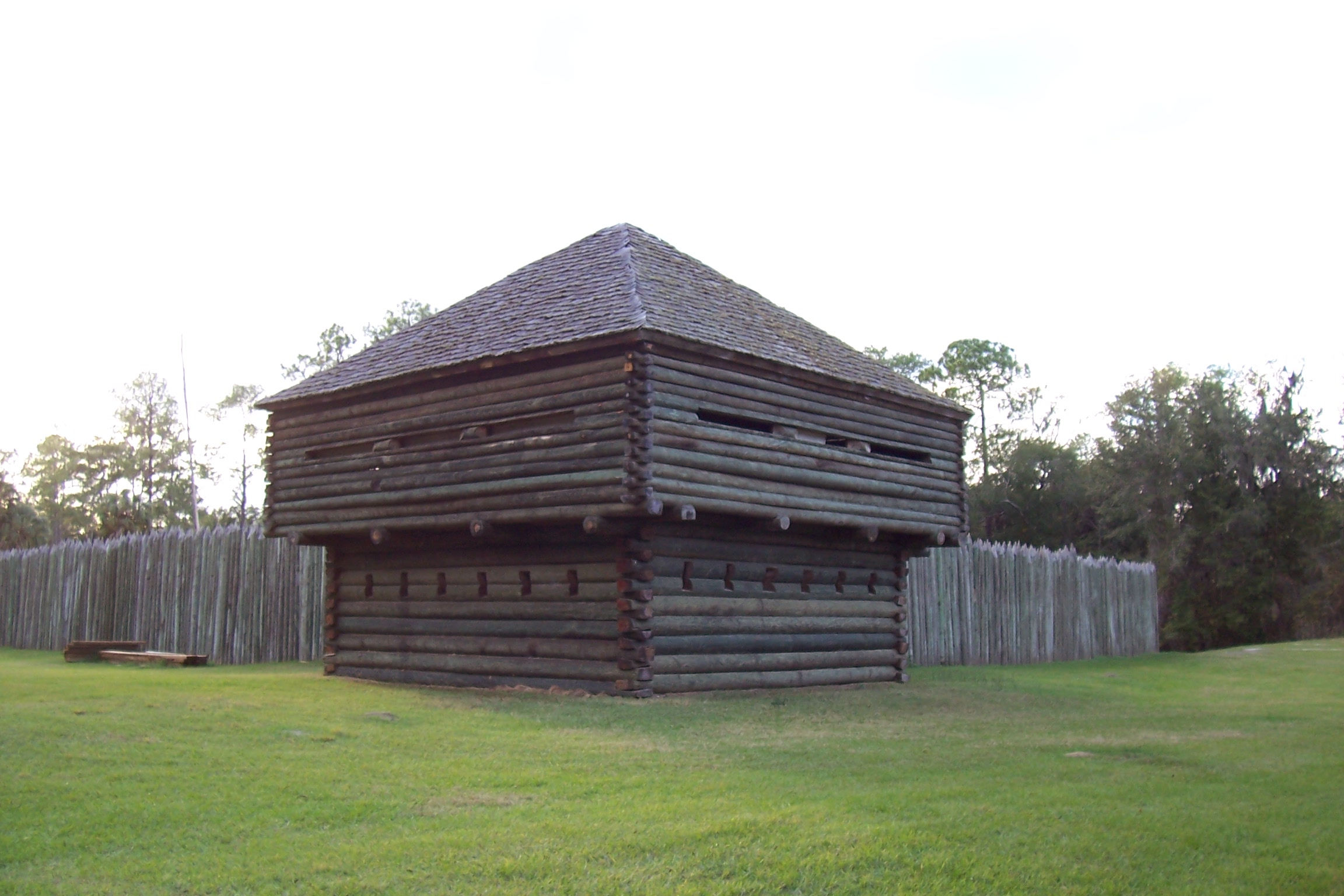
Fort Foster

- Fort Dulany
- Fort Fannin

- Fort Foster
- Fort Fraser (en)
- Fort Gadsden
- Fort Gardiner (en)
- Fort Gatlin
- Fort George (en)
- Fort Green (en)
- Fort Harlee
- Fort Hartsuff
- Fort Harvie
- Fort Heileman
- Fort Hooker
- Fort Houston, à Tallahassee, Guerre de Sécession

- Fort Jefferson sur Dry Tortugas
- Fort Juniper
- Fort Keais
- Fort King
- Fort Kissimmee (en)
- Fort Lane
- Fort Lauderdale
- Fort Lloyd
- Fort Lonesome (en)
- Fort Maitland
- Fort Mason

- Fort Matanzas
- Fort McRee (en)
- Fort McCoy (en)
- Fort Meade (Floride)
- Fort Mellon
- Fort Mitchell
- Fort Mose
- Fort Myakka
- Fort Myers
- Fort Ogden
- Fort Peyton

- Fort Pickens
- Fort Picolata
- Fort Pierce

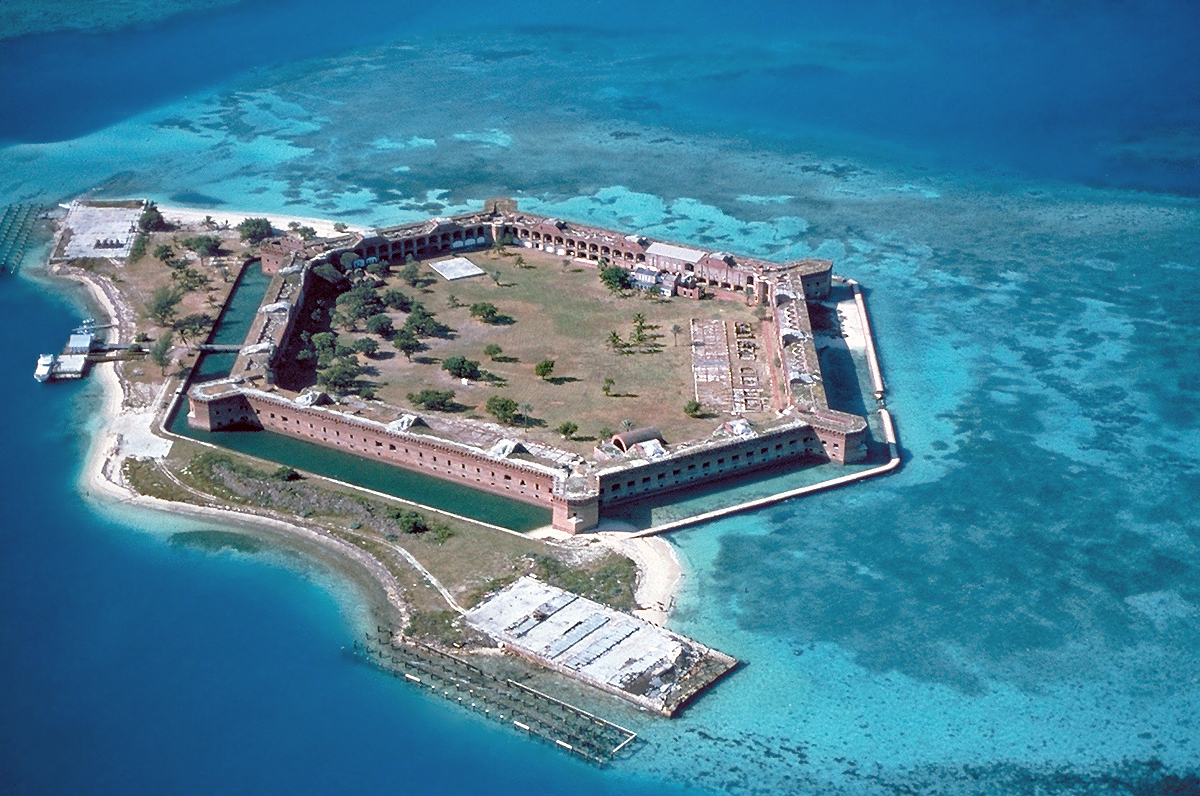
Fort Jefferson

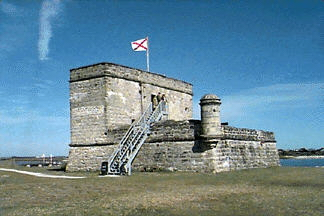
Fort Matanzas

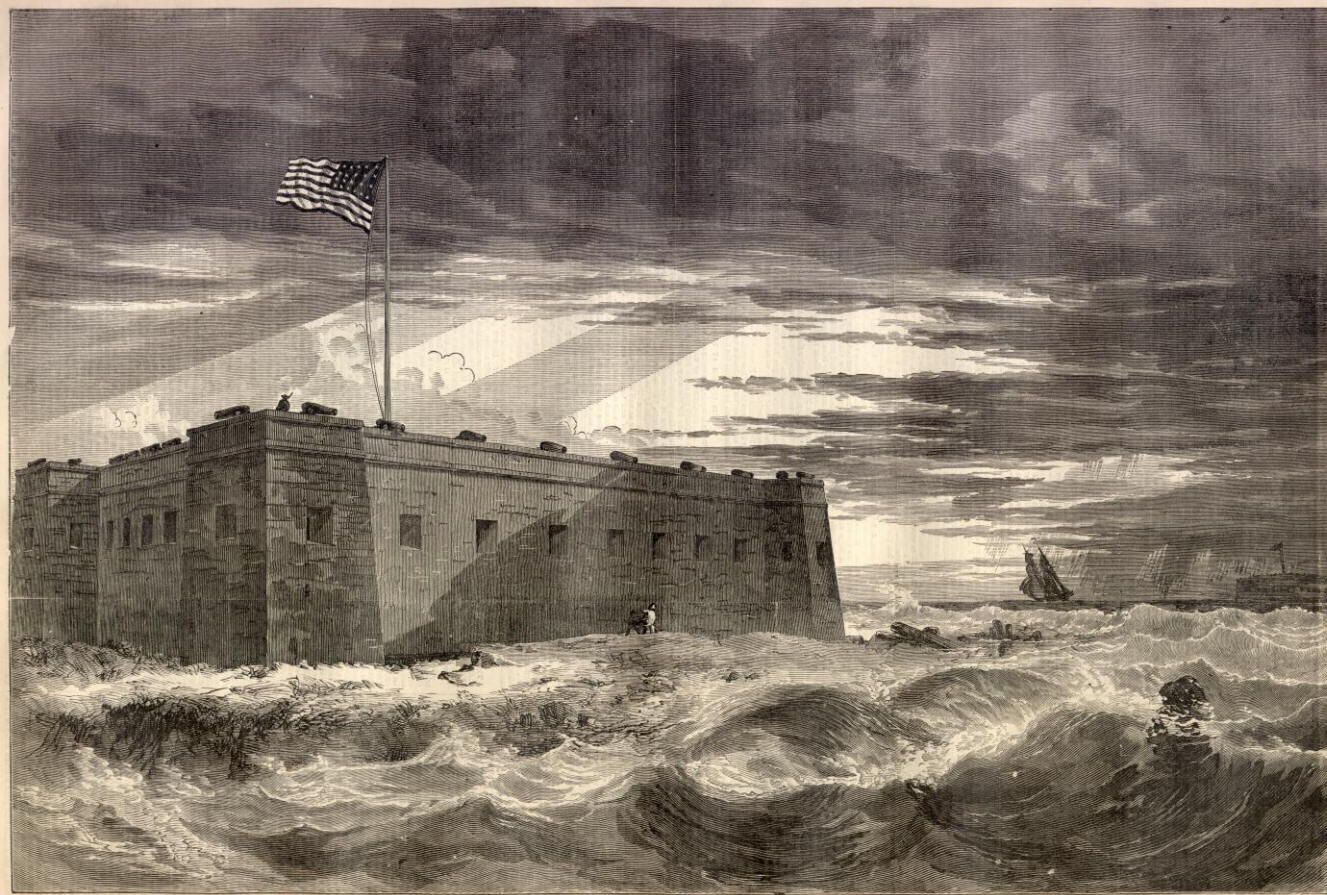
Fort Pickens

- Fort Poinsett, au Cap Sable, Deuxième Guerre séminole
- Fort Russell, sur Key Biscayne, Deuxième Guerre séminole
- Fort St. Andrews
- Fort St. Francis de Pupa
- Fort San Carlos, Fernandina Beach, Floride espagnole
- Fort San Lucia
- Fort San Luis de Apalachee
- Fort San Marcos de Apalachee (ou Fort St. Marks)
- Fort San Nicholas
- Fort Scott
- Fort Simmons
- Fort Starke
- Fort Sullivan

- Fort T.B. Adams
- Fort Thompson
- Fort Tonyn
- Fort Vinton
- Fort Wacahoota

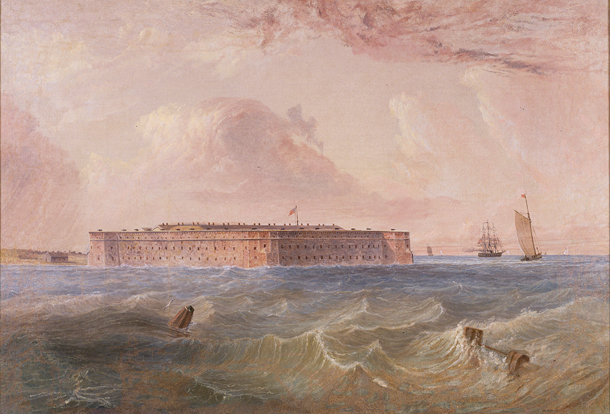
Fort Zachary Taylor

- Fort Walker (ou Fort Hogtown), dans l'actuelle Gainesville, Deuxième Guerre séminole[1]
- Fort Walton
- Fort Ward
- Fort Weadman
- Fort White
- Fort William
- Yellow Bluff Fort
- Fort Zachary Taylor (ou Fort Taylor)